# Àcid lipoteicoic
L'àcid lipoteicoic, en anglès: Lipoteichoic acid (LTA), és un dels principals components de la paret cel·lular dels bacteris Gram-positius. La seva estructura és variable segons les espècies dels bacteris i pot contenir cadenes llargues de ribitol o de fosfat de glicerol. El LTA està ancorat a la membrana cel·lular a través del diacilglicerol. Actua com regulador de la paret autolítica dels enzims (muramidasa). Té propietats antigèniques i és capaç d'estimular la resposta imnunitària.

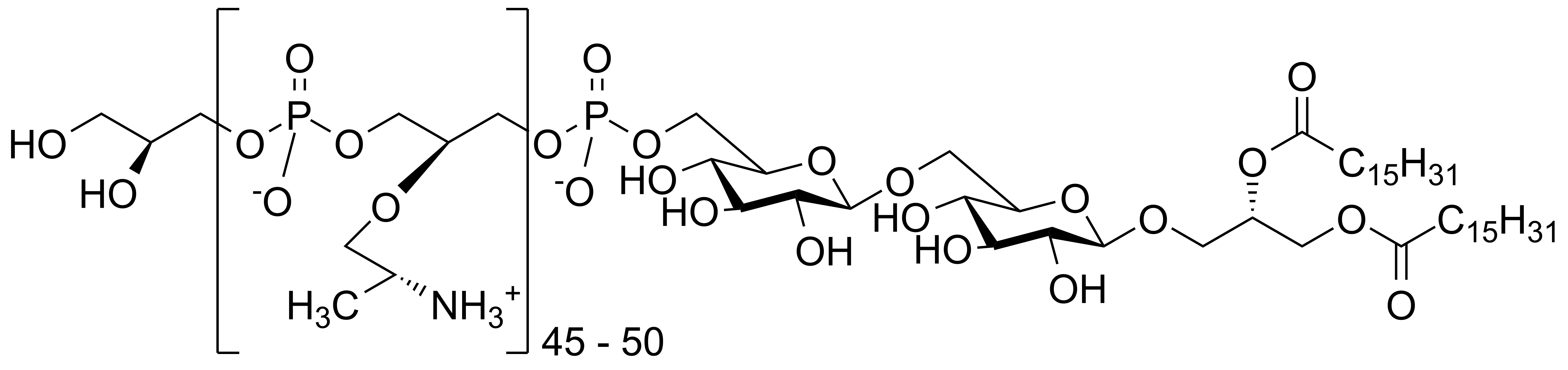
Estructura de polímers de l'àcid lipoteicoic

El LTA pot ser considerat un factor de virulència.